# Хайкан
Хайкан — село в Газимуро-Заводском районе Забайкальского края России, входит в состав сельского поселения «Зеренское». Основано в 1820 году.

## География
Село находится в восточной части Забайкальского края, в долине реки Урюмкан, на расстоянии примерно 102 км (по прямой) к северо-востоку от села Газимурский Завод, административного центра района. 
Климат
Климат резко континентальный с продолжительной морозной зимой и тёплым летом. Средняя температура воздуха самого холодного месяца (января) составляет −25 — −28 °C; средняя температура самого тёплого месяца (июля) — 16 — 18 °C. Среднегодовое количество атмосферных осадков составляет 300—350 мм. Снежный покров держится в среднем в течение 140—180 дней в году
Часовой пояс
Село Хайкан, как и весь Забайкальский край, находится в часовой зоне МСК+6. Смещение применяемого времени относительно UTC составляет +9:00.

## Население
| 2010 | 2021 |
| ---- | ---- |
| 2    | ↘1   |

Национальный состав
Согласно результатам переписи 2002 года, в национальной структуре населения русские составляли 100 % из 2 чел.